# Richard Lindner
Richard Lindner (Hamburg, 11 november 1901 – New York, 16 april 1978) was een Amerikaans illustrator en kunstschilder van Duitse afkomst. Hij werd in de jaren zestig populair met kleurrijke figuratieve kunst maar hij behoorde slechts zijdelings tot de popart.

## Leven en werk
Lindners moeder Mina Lindner was een Amerikaanse van Duitse afstamming. Het gezin verhuisde in 1905 van Hamburg naar Neurenberg waar zijn moeder een corsetteriezaak bedreef. Lindner studeerde aan de kunstacademie van Neurenberg. Van 1924 tot 1927 woonde hij in München, waar hij ook de kunstacademie bezocht.
In 1927 ging hij naar Berlijn. In 1928 keerde hij terug naar München en werkte als vormgever op de uitgeverij  Knorr & Hirth tot 1933. Hij maakte daar cartoons en ook fullcolor affiches en deed decorontwerp. In 1930 trouwde hij met Elsbeth Schülein, een voormalige studiegenoot uit Neurenberg. Zij weken in 1933 uit naar Parijs waar hij als sociaaldemocraat in de politiek actief was en contact had met Franse kunstenaars, terwijl zij met opdrachten van modetijdschriften het gezin onderhield. Na een internering als ongewenste vreemdeling in 1939 en diende hij in het Franse leger, terwijl zijn vrouw via Casablanca naar Amerika ontkwam.
In 1941 vestigde hij zich in New York in de Verenigde Staten en werkte weer als illustrator voor boeken en tijdschriften. In 1942 werd het huwelijk ontbonden. Hij kwam in contact met andere emigranten uit Duitsland waaronder Albert Einstein en Marlene Dietrich. Hij sloot vriendschap met Saul Steinberg. In 1948 verkreeg hij het Amerikaanse staatsburgerschap. Vanaf 1952 tot 1968 gaf hij onderricht aan het Pratt Institute in Brooklyn en in 1957 gastcolleges aan de Yale-universiteit in New Haven (Connecticut). 
Tot 1962 werkte hij nog als grafisch ontwerper aan opdrachten, maar vanaf de jaren vijftig legde hij zich steeds meer toe op de schilderkunst. Zijn eerste grote meesterwerk is The Meeting uit 1953, een groot figuurstuk met acht personen en een enorme kat in een collage van stijlen. Zijn eerste solotentoonstelling vond plaats in 1954 in de Betty Parsons Gallery. In 1958 ontmoette hij Andy Warhol. 
In 1961 had hij weer een solotentoonstelling en verscheen de eerste monografie over zijn werk. In 1962 toonde hij zijn schilderij Musical Visit op een tentoonstelling van jonge Amerikaanse kunst in het Museum of Modern Art dat kort daarna zijn eerste schilderij, Meeting uit 1953. aankocht. Hij brak door met tentoonstellingen (soms samen met popartkunstenaars) in Amerika en Europa en gaf in 1965 gastcolleges aan de Hochschule für bildende Künste Hamburg. Hij bewonderde de schrijvers Bertolt Brecht en Frank Wedekind.

## Stijl en thematiek
Een van zijn terugkerende thema's is vrouwen in korsetten. (Anna / Woman in Corset, 1956). Deze verschijnen vaak in erotisch opgeladen symboliek in kleurrijke uitdossing binnen koele, bijna steriele omgevingen. Ook schildert hij portretten van Lodewijk II van Beieren. Hij ontwerpt geïsoleerde figuren, paren, koppen soms gecombineerd met symbolen van de massacultuur. Zijn beeldruimtes zijn zeer ondiep en vaak verdeeld in geometrische vlakken. Hij noemt zichzelf 'de enige hard edge-kunstenaar die figuratief schildert'. Onder zijn favoriete kunstenaars zijn Giotto en Piero della Francesca.

## Tentoonstellingen
- 1968 4. documenta, Kassel (Duitsland)
- 1975 Richard Lindner, Kunsthalle Neurenberg, Neurenberg
- 1977 documenta 6, Kassel
- 1978 Richard Lindner: 1901-1978, Museum of Modern Art, New York
- 1997 Richard Lindner - paintings and watercolors 1948 - 1977, Haus der Kunst, München
- 2012 Richard Lindner, Kunstmuseum Bayreuth, Bayreuth

## Prijzen
- 1957 William and Norma Copley Foundation-Award
- 1972 American Academy of Arts and Letters